# Iglesia Nuestra Señora de Las Mercedes (Calabozo)
La Iglesia Nuestra Señora de Las Mercedes es una iglesia colonial, ubicada en el centro histórico de la ciudad de Calabozo, Venezuela. La iglesia se ubica frente a la plaza Páez, como es también conocida, Plaza Las Mercedes. Fue construida en el siglo XVIII, haciéndolo el segundo templo de antigüedad de la ciudad de Calabozo, después de la Catedral de Todos los Santos. 

## Historia
Esta iglesia fue declarada Monumento Histórico Nacional el 28 de julio de 1960 por la Junta Nacional Protectora y Conservadora del Patrimonio Histórico y Artístico de la Nación.
La fachada de la iglesia es de origen colonial, con predominante carácter barroco, y algunos elementos decorativos procedentes de la arquitectura neoclásica. La singularidad de la fachada se la da también la falta de cornisas horizontales continuas entre los cuerpos. El cuerpo central es el de mayores dimensiones, lo que reafirma el sentido de verticalidad de la composición de la fachada. Enmarcados por estas columnas en el cuerpo central se encuentra el vano de la ventana vertical ubicado al centro del mismo, sobre el que se ubica la hornacina que contiene la imagen de Nuestra Señora de Las Mercedes.